# 히류 (항공모함)
히류(飛龍, 일본어: ひりゅう)일본 제국 해군의 항공모함이다. 개전 이후, 일본 주력 항공 모함으로서 활약했지만, 1942년 미드웨이 해전에서 미군 함재기의 폭격을 연이어 얻어맞고 침몰했다.

## 개요
히류는 1934년, 해군군비 보충계획(통칭 마루2 계획)에 의해 소류(蒼龍) 형의 2번함으로서 계획, 건조되었지만 보다 실용적으로 이용하기 위해 비행갑판 폭을 1m 넓히고 선수부분을 높이는 등 설계가 변경되어 다른 모습에 가까운 함선이 되어, 문서상으론 소류와 동형함이지만 독자적인 함형이라는 의견도 나오고 있다.
외견상 매우 특이한 변경점은 좌현 중앙에 위치한 도형함교(島型艦橋)를 배치한 점이다. 좌현에 함교를 배치한 것은 세계의 항공모함 가운데서도 좀처럼 볼 수 없는 진귀한 것으로 일본에서는 아카기(赤城)와 히류, 두 척만이 좌현에 함교를 가지고 있다. 각 함의 완성전에는 이 위치가 함의 지휘, 운용상, 또 조함상 아주 이상적이라 믿어서 항모의 항공장비에 관한 취급으로 결정되었다. 그러나 실제로는 이착륙지점에 난기류가 발생하고 연통에서 나온 배연가스에 의해 함교에서의 시계가 불량하다는 점 등의 부적합한 점도 많았다. 또 좌우관계없이 함교설치위치가 종래에 비해 후방으로 옮긴 점도 조종사들 사이에서는 이런 배치론 착함시 함교에 충돌할 것 같다는 불평도 있어서 충격 통제 면에서도 파손시 대책장비나 설비의 미숙한 점도 눈에 띄였는데, 이것이 미드웨이 해전의 패인 요인이 되었다. 그 이외의 점에 대해서는 그럭저럭 호평을 받아 이후 일본 제국해군은 히류, 소류를 일본항모의 원형으로 설계, 건조해 본 함을 확장한 쇼가쿠 형(翔鶴型)이나 가까운 형인 운류 형(雲龍型)이 유명하다. 또 비행갑판 후부에 상공에서 식별이 가능하도록 외문자로 <ヒ>의 문자가 기입되었다.

## 실제 전투 투입과 침몰
히류는 소류와 함께 야마구치 다몬(山口多聞) 소장의 휘하 제2항공전대에 배속되어, 제1항공전대의 아카기, 카가와 함께 1941년 12월 8일 진주만 공습에 참가했고 동년 12월 21일, 22일에는 제2차 웨이크 섬 공략전에 참가했다. 다음 해인 1942년 2월 19일에는 다윈항 공습, 4월 5일부터 9일에는 세이론 해전에 참가해 영국 항공모함 헤르메스를 격침시켰다. 6월 5일, 미드웨이 해전에 참가. 이 해전에서 다른 세 항공모함이 폭탄을 맞아 행동불능일 때 유일하게 폭탄을 맞지 않고 야마구치 소장의 지휘하에 미 해군항모인 요크타운을 거의 침몰시키다시피 했다. 이것은 도모나가 조이치(友永丈市) 비행대장의 제2항공전대의 힘으로 증명해보였다.
그러나 그 후 호넷, 엔터프라이즈호에서 발진한 미 함재기의 1,000파운드 폭탄 4발을 맞고 격납고로 통하는 엘리베이터가 날아가버렸고, 비행갑판에 화재가 발생하였다. 비행기 안에서 대기하고 있던 항공요원들은 앉은 자리에서 화장을 당하고 말았다. 또한 연쇄적인 폭발로 비행갑판의 절반 정도가 날아가버리고 만다. 히류가 더 이상 아무런 힘도 쓸 수 없다는 사실을 인지한 가쿠 함장은 전원 퇴함명령을 하달한다. 퇴함명령 후에도 히류는 자신이 공격했던 USS 요크타운처럼 죽음을 거부하였다.
계속 침몰하지 않고 견뎌내며 표류한 것이다. 그러나 히류의 비행갑판은 이미 절반이 날아가 안의 격납고가 드러나 있었고, 엔진은 완전히 꺼지거나 또는 폭발한 상태였다.
아군 구축함(제10구축대의 마키쿠모)에 의해 어뢰자침 처분되었는데 몇 시간 후 야마모토 이소로쿠(山本五十六) 연합함대 사령장관이 이끄는 제1함대의 소형항공모함 호쇼(鳳翔)의 정찰기가 표류중인 히류와 큰 구멍이 난 비행갑판에 서 있는 두 사람의 그림자를 확인했다. 이 두 사람은 함과 운명을 같이 한 야마구치 소장과 가쿠 토메오(加來止男) 함장이었던 것으로 보인다.
구축함에 의한 본토인양을 검토했지만 도착했을 땐 이미 침몰한 뒤였다. 미드웨이 해전시 히류의 탑승 인원은 불명이지만 히류의 정원이 1,103명, 제2항공대의 부원이 23명이었다. 히류의 전사자는 야마구치 사령관, 가쿠 함장 및 준사관 이상 29명, 하사병 387명의 합계 416명이라고 알려졌는데 함이 침몰할 때까지 시간이 걸려 함내에 갇혀있던 기관과원들이 탈출에 성공해 표류했는데 기관장 및 34명은 미군의 포로가 되었다. 그들은 총 퇴함명령을 듣지 못해 소란통에 함내에 남아있다가 자신들을 남긴 채 자침명령을 내린 것을 알게 되었다. 또 2번에 걸친 요크타운호 공격으로 많은 피해를 낸 히류 항공탑재기의 조종사도 72명이 사망해 이 해전에서 일본 해군이 상실한 네 항공모함 중 피해가 제일 커(아카기 7명, 카가 21명, 소류 10명) 일본 항공모함 중 가장 잘 싸운 함이라는 명성을 남겼다.
1999년 10월 29일. 미국의 심해조사 회사인 노티코스가 미드웨이 해협의 바다 밑 4,800m 부근에서 히류를 발견했다고 한다. 현재 위령비가 나가사키현 사세보시 히가시 공원안에 세워져있다.